# حارة خشم البكرة (صنعاء)
خشم البكرة هي إحدى حارات حي سدس الروض بمدينة الروضة شمال العاصمة اليمنية "صنعاء"، بلغ تعداد سكانها 895 نسمة حسب تعداد اليمن لعام 2004.